# Metadonă
Metadona este un agonist opioid de sinteză prescris ca un calmant sau ca substitut pentru dependența de narcotice, cum ar fi heroina. În ciuda eficacității sale demonstrate, metadona este contestată, totuși, ca tratament al dependenței opioide, pentru că menține substanțial dependența fizică; astfel, unele comunități au restrâns sau chiar au interzis tratamentul cu metadonă.
Metadona a fost sintetizată în Germania, în jurul anilor 1937–1939, de chimiștii Gustav Ehrhart și Max Bockmühl. Produsul a fost comercializat sub numele de Dolophine, reunind latinescul „dolor” cu partea a doua a prenumelui Adolf. Metadona se află pe lista OMS a medicamentelor esențiale.

## Întrebuințări
Metadona are o acțiune asemănătoare cu cea a morfinei, însă efectele metadonei se resimt mult mai mult timp decât cele ale morfinei. Acest lucru crește riscul unei supradoze fatale. În administrarea orală, dată fiind biodisponibilitatea corespunzătoare și timpul de înjumătățire plasmatic lung, metadona este indicată ca medicație de substituție pentru tratamentul dependenței de heroină. Dozele mai ridicate de metadonă pot anula efectele de euforie provocate de consumul de heroină sau de alte droguri similare. Chiar dacă metadona poate să reducă pofta resimțită de pacienți de a consuma alte droguri opioide, dependența de acele droguri este adesea înlocuită cu cea de metadonă.
Metadona se indică ca tratament de elecție la femeile heroinomane însărcinate (opiaceele trec bariera placentară generând dependență și la copil). Continuarea administrării de heroină acestor femei determină la nou-născut apariția succesivă de supradozaje și sevraje ce duc la suferința fetală severă. Toxicitatea fetală și perinatală a metadonei este mult inferioarã celei generate de heroină. Morbiditatea infantilă este scăzută cu ajutorul metadonei, care nu are efecte nici teratogene, nici mutagene.
Metadona este folosită și ca analgezic în durerea cronică, adesea în rotație cu alte opiacee. Datorită activității sale asupra receptorului NMDA, metadona poate fi mai eficientă împotriva durerii neuropatice; din același motiv, toleranța la efectele analgezice poate fi mai mică decât cea a altor opiacee.

## Administrare
Metadona poate fi administrată oral sau prin injecție subcutanată, intramusculară sau intravenoasă. Comprimatele, tabletele dispersabile, soluțiile orale și soluțiile buvabile concentrate sunt numai pentru administrare orală și nu trebuie injectate. Absorbția după injectarea subcutanată sau intramusculară poate fi imprevizibilă și nu a fost complet caracterizată; pot apărea reacții cutanate locale. Injectarea intramusculară a analgezicelor opiacee este descurajată. Injecțiile intramusculare pot provoca dureri și sunt asociate cu o absorbție inconstantă, rezultând o analgezie insuficientă.

## Efecte adverse
Cele mai importante efecte adverse ale metadonei sunt:
- vertij;
- fatigabilitate;
- euforie;
- senzația de gură uscată;
- cefalee;
- confuzie;
- depresie;
- dificultăți de vedere și vedere dublă;
- erupții cutanate;
- transpirații;
- palpitații;
- greață și vomă;
- hipotensiune;
- deprimare respiratorie.

Tratamentul cu metadonă în timpul sarcinii poate provoca avort sau travaliu prematur.
Consumul hazardat (chiar și în tratamentul heroinomaniei) al metadonei se manifestă prin următoarea simptomatologie: vertij puternic, frisoane, hipotensiune, piele rece și lipicioasă, cianoză, constipație, bradicardie, mioză, tremor, convulsii, comă, bradipnee, apnee, stop respirator (uneori fatal în 2–4 ore).

## Interacțiuni medicamentoase
Efectele sedative ale metadonei sunt potențate de anxiolitice, neuroleptice, antidepresive și alcool, iar unii inhibitori enzimatici (cimetidina, valpromida și unele antibiotice) și agoniști morfinici (codeina) favorizează deprimarea respirației. Anticonvulsivantele (fenitoina, fenobarbitalul, carbamazepina și primidona) determină diminuarea concentrației plasmatice de metadonă cu riscul apariției sindromului de abstinență, prin creșterea metabolizării hepatice. Clearance-ul metadonei este scăzut în cazul administrării concomitente cu medicamente care inhibă activitatea CYP3A4, de exemplu, medicamente anti-HIV, macrolide, cimetidină (antiulceros) sau antifungice azolice. Unele antidepresive serotoninergice (fluoxetina și fluvoxamina) cresc concentrația plasmatică a metadonei, putând să apară manifestări de supradozaj (deprimare respiratorie, hipotensiune arterială, sedare profundă mergând până la comă). Metadona poate influența efectul altor medicamente prin reducerea motilității gastro-intestinale.